# Шегуй-хан
Шегуй-хан (кит. упр. 射匮可汗, пиньинь sheguikehan, палл. Шэгуй кэхань) — каган Западно-тюркского каганата с 611/612 года по 618 год. В 598 Кара-Чурин-Тюрк посадил своего внука Шегуя править в Шаше (в районе расположение нынешнего Ташкента). После бегства Таман кагана в 612 году нушиби поставило каганом Шегуй-хана. В правление Шегуя случались периодические столкновения с Шибир-хан Тюрк-шадом - Восточным каганом. Эти столкновения не принесли какой-либо пользы западному каганату. В 618 году Шегуй скончался.